# Rozália Fejér Kótsiné
Rozália Fejér Kótsiné, född 1777, död 1811, var en ungersk skådespelare. 
År 1792, tillsammans med sina bröder, var hon medgrundare till teatersällskapet i Cluj, och dess främsta skådespelerska mellan 1792 och 1808. Från 1795 var hon hustru till János Patkó Kótsi. Rozália Kótsiné Fejér uppträdde framgångsrikt som hjältinna i tragedier och romantiska pjäser, såväl som i sångpjäser. Hennes minnesdikt skrevs av György Aranka. Bland hennes roller fanns: Eulália (Kotzebue: Människohat och ånger); Gurli (Kotzebue: Indus i England); Járikó (Eckartshausen: Inkle och Járíkó); Alcimna (Gessner: Evander och Alcimna); Blanka (Kalchberg: Tempelherrar). 